# Preußenfische
Die Preußenfische (Dascyllus) sind eine Gattung der Riffbarsche, die aus elf Arten besteht. 
Die Tiere leben in tropischen Korallenriffen des Indopazifik und des Roten Meeres in einem kommensalen Verhältnis zu ästigen Steinkorallen, die ihnen als Deckung dienen. Preußenfische ernähren sich von Zooplankton.

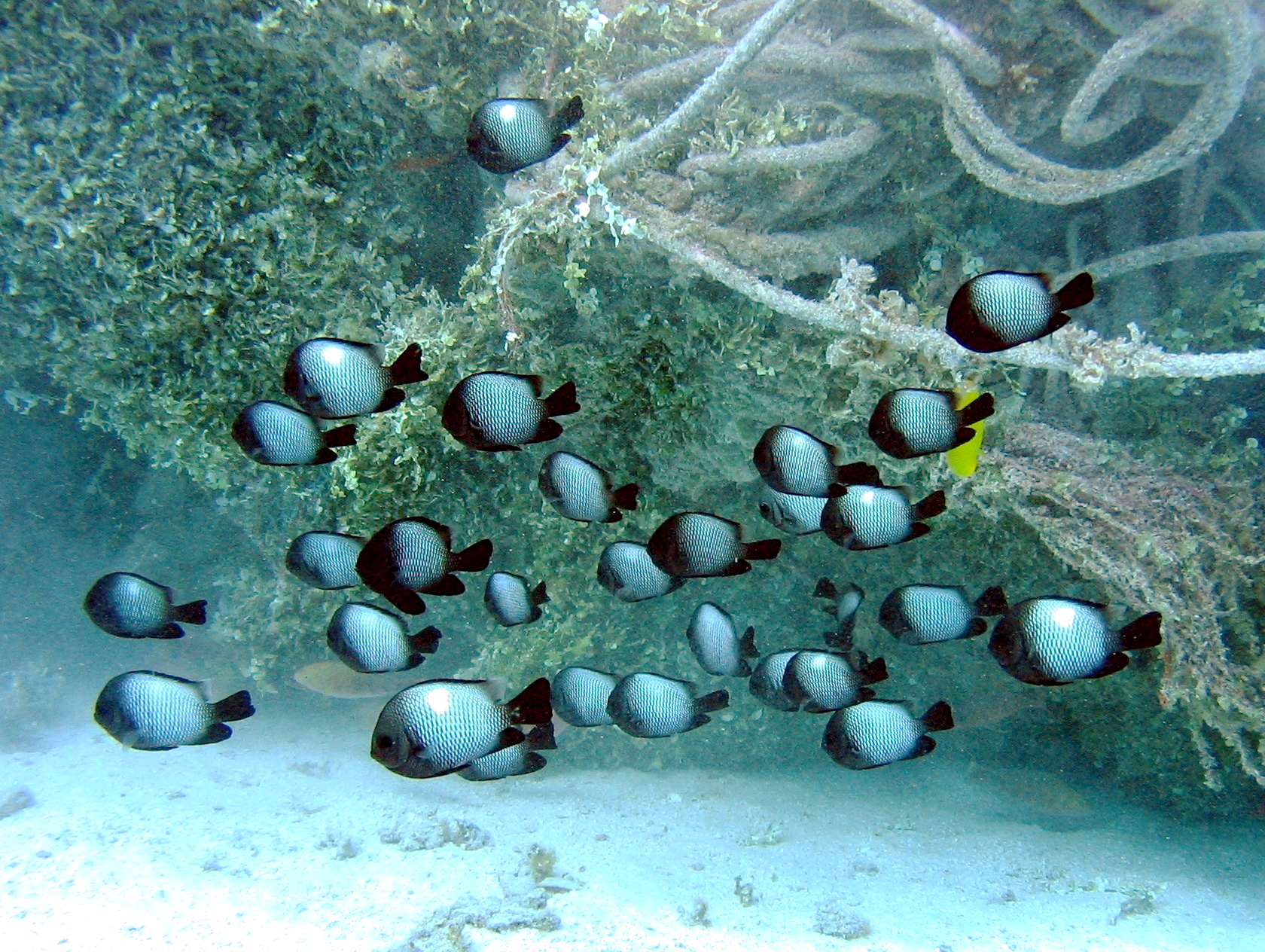
Dascyllus albisella

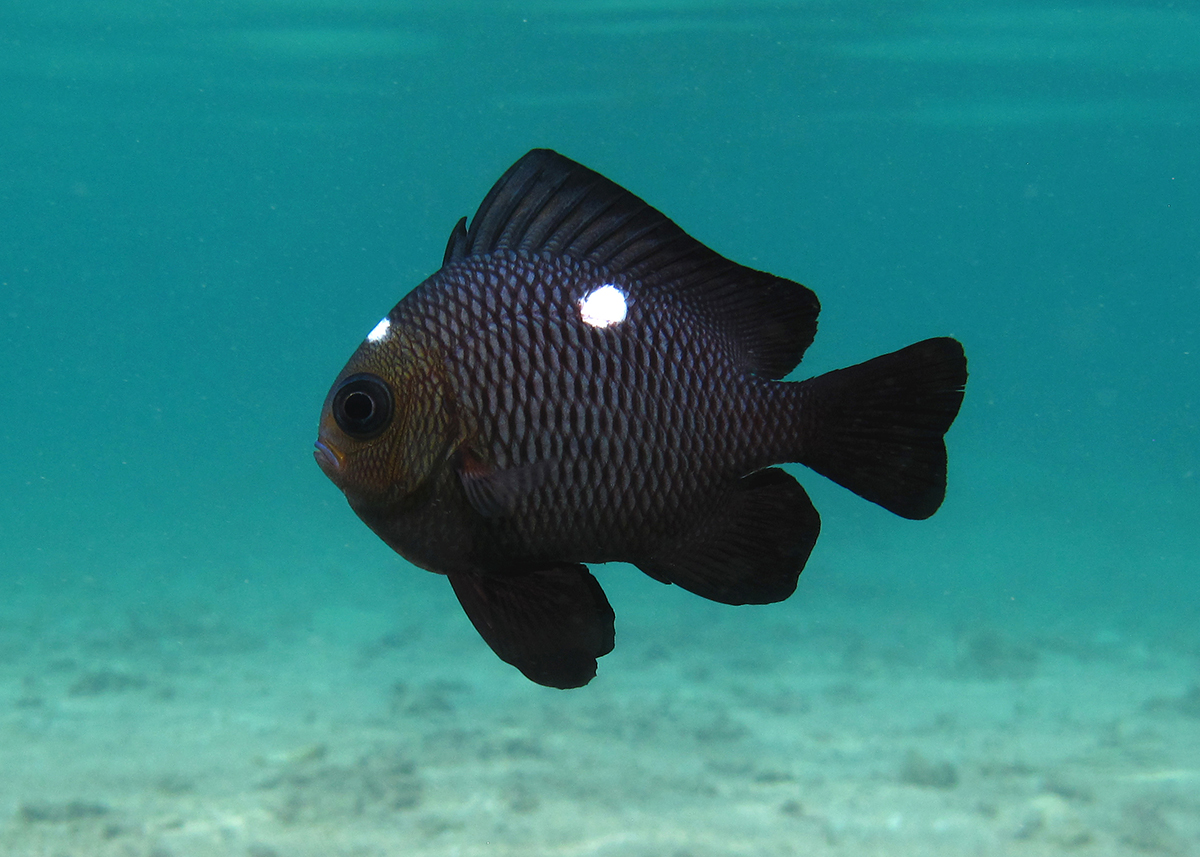
Dascyllus trimaculatus

## Fortpflanzung
Die Tiere legen auf festem Untergrund meist über tausend Eier. Die Elterntiere pflegen und verteidigen das Gelege. Nach dem Schlupf leben die winzigen Larven eine Zeit lang pelagisch und verbreiten sich mit den Meeresströmungen. Wandeln die Fische sich zur Adultform um, suchen sie Unterschlupf in Steinkorallenkolonien.
Der Hawaii-Preußenfisch, Strasburgs Preußenfisch und der Dreipunkt-Preußenfisch leben als junge Fische zeitweise wie Anemonenfische in Symbioseanemonen.
Preußenfische können leicht in Meerwasseraquarien gehalten werden, werden aber oft sehr aggressiv. Empfehlenswerte Pfleglinge sind nur der Rotmeer-Preußenfisch und der Vierbinden-Preussenfisch. 
Der Dreibinden-Preußenfisch und eine weitere Art sind auch schon nachgezüchtet worden.

## Systematik
Es gibt elf Arten:
- Dascyllus abudafur (Forsskål, 1775)
- Hawaii-Preußenfisch (Dascyllus albisella Gill, 1862)
- Dreibinden-Preußenfisch (Dascyllus aruanus (Linnaeus, 1758))
- Goldflossen-Preußenfisch (Dascyllus auripinnis Randall & Randall, 2001)
- Weißschwanz-Preußenfisch (Dascyllus carneus Fischer, 1885)
- Gelbschwanz-Preußenfisch (Dascyllus flavicaudus  Randall & Allen, 1977)
- Rotmeer-Preußenfisch  (Dascyllus marginatus (Rüppell, 1829))
- Vierbinden-Preußenfisch (Dascyllus melanurus Bleeker, 1854)
- Netz-Preußenfisch (Dascyllus reticulatus (Richardson, 1846))
- Strasburgs Preußenfisch  (Dascyllus strasburgi Klausewitz, 1960)
- Dreipunkt-Preußenfisch (Dascyllus trimaculatus (Rüppell, 1829))

## Trivia
Im Animationsfilm Findet Nemo aus dem Jahr 2003 tritt in einer Nebenrolle der Vierbinden-Preußenfisch Lee & Luv auf.